# BAD-2
BAD-2 là một phiên bản xe bọc thép lội nước thử nghiệm do Liên Xô phát triển. Chỉ có một nguyên mẫu được chế tạo vào năm 1932, do kỹ sư PN Syachentov thiết kế.

## Lịch sử phát triển
Quá trình phát triển xe bọc thép BAD-2 được thực hiện dưới sự lãnh đạo của phòng kỹ thuật thuộc Cơ quan quản lý chính trị nhà nước thuộc Bộ Dân ủy Nội vụ Liên Xô (Viết tắt là OGPU). Trước đó, dưới sự lãnh đạo của cùng một bộ phận của OGPU, xe bọc thép BAD-1 đã được phát triển. Cơ sở là một chiếc xe tải Ford-Timken, một lô hàng đã được Liên Xô mua vào đầu những năm 1930. Vào đầu năm 1932, trưởng phòng kỹ thuật của OGPU, Medvedev, đã bàn giao một xe tải cho nhà máy Bolshevik ở Leningrad, nơi một nhóm kỹ sư do N. Obukhov dẫn đầu bắt đầu phát triển xe bọc thép.

## Thiết kế
Thiết kế nguyên bản của chiếc xe bọc thép: thân xe có hình dạng một chiếc thuyền được gắn vào khung gầm bằng hàn và bu lông, hai bánh sau được đóng bằng tấm giáp chắn cong, bắt đầu ở phía trước và uốn quanh bánh mũi. Phía trên thân xe có một cấu trúc thượng tầng hình hộp nhỏ. Động cơ nằm trong mũi xe, phía sau là khoang điều khiển, phần còn lại của xe là khoang chiến đấu. Chiếc xe có thể di chuyển bằng cả bánh xe thông thường và bánh lốp xe lửa (quá trình thay đổi tất nhiên mất khoảng 30 phút), và để bơi nó có một cánh quạt ba cánh ở cuối trục truyền động cầu sau. Hệ thống thông gió của khoang chiến đấu qua rèm che bằng vỏ bọc thép. Không khí lọt vào khoang động cơ qua các nắp hình nấm trên thân. Ở tháp pháo hình nón phía trước trang bị một pháo 37 mm B-3, ở tháp pháo phía sau và ở mặt trước thân xe, trang bị một súng máy DT 7,62 mm.

## Quá trình thử nghiệm
Các cuộc thử nghiệm vào cuối mùa xuân năm 1932 tại khu vực lân cận nhà máy Bolshevik gần Leningrad cho thấy một số thiếu sót lớn: do các nhà phát triển muốn tối đa hóa mức độ bảo vệ, động cơ thường bị quá nhiệt và việc bảo dưỡng các thiết bị chính rất khó khăn. Trên mặt nước, BAD-2 giữ thăng bằng tốt, nhưng do đặc thù của thân xe, khả năng kiểm soát kém, chỉ có thể lên khỏi mặt nước khi có bờ thoải và đáy vững chắc. Đi lại trên nền đất yếu hoặc cát rất khó khăn. Phòng thiết kế của nhà máy đã kịp thời tiến hành các cải tiến, trong đó thay đèn pha và tháo các tấm chắn gió. Với hình thức này, chiếc xe bọc thép được lòng khách hàng hơn, điều này dẫn đến cho ngày 2 tháng 8 năm 1932 có thể ký kết một thỏa thuận giữa Cục thiết giáp Hồng quân và bộ phận phát triển Nhà máy chế tạo Voroshilov để thiết kế và sản xuất xe bọc thép BAD-3 cải tiến. Nhưng nhà máy không thể thực hiện được điều này và đã đưa BAD-2 hiện đại hóa vào kế hoạch xây dựng thí điểm năm 1933. Một đơn đặt hàng cho 25 chiếc xe đã được đặt tại nhà máy Izhora, nơi một mẫu thử nghiệm sớm được giao để nghiên cứu chi tiết. Nhưng ở đây cũng vậy, tiến độ sản xuất xe bọc thép lội nước rất chậm do các đơn đặt hàng khác. Kết quả là vào tháng 9 năm 1933, quá trình phát triển đã dừng lại. Chiếc xe bọc thép này tham gia cuộc duyệt binh vào ngày 1 tháng 5 năm 1933 tại quảng trường Uritsky, đi cùng hàng ngũ với BAD-1 và các xe bọc thép khác, sau đó xe bọc thép vượt sông Neva.